# Pico das Brenhas (Santo Amaro)

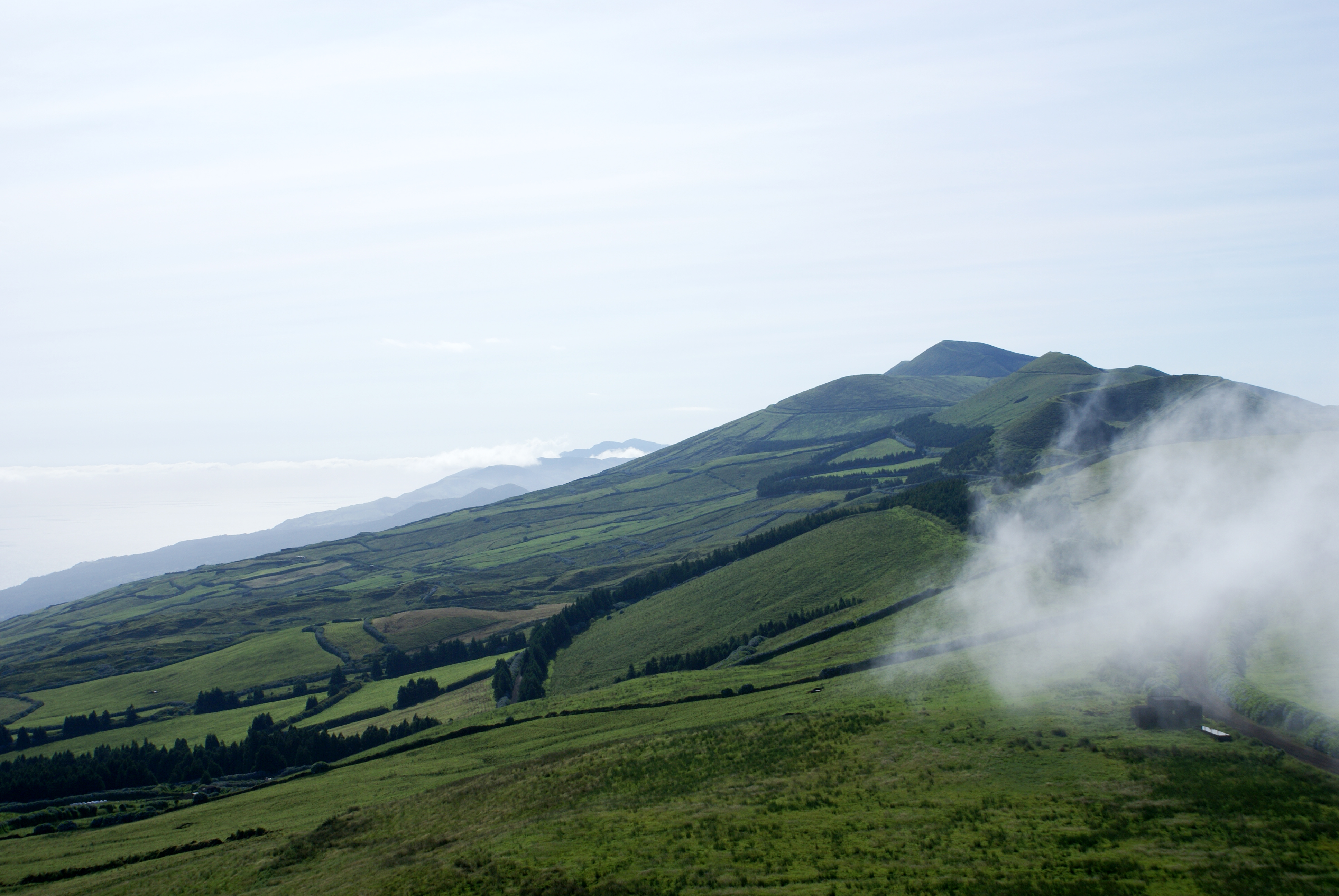
Pico das Brenhas, o nevoiero sobe a serra.

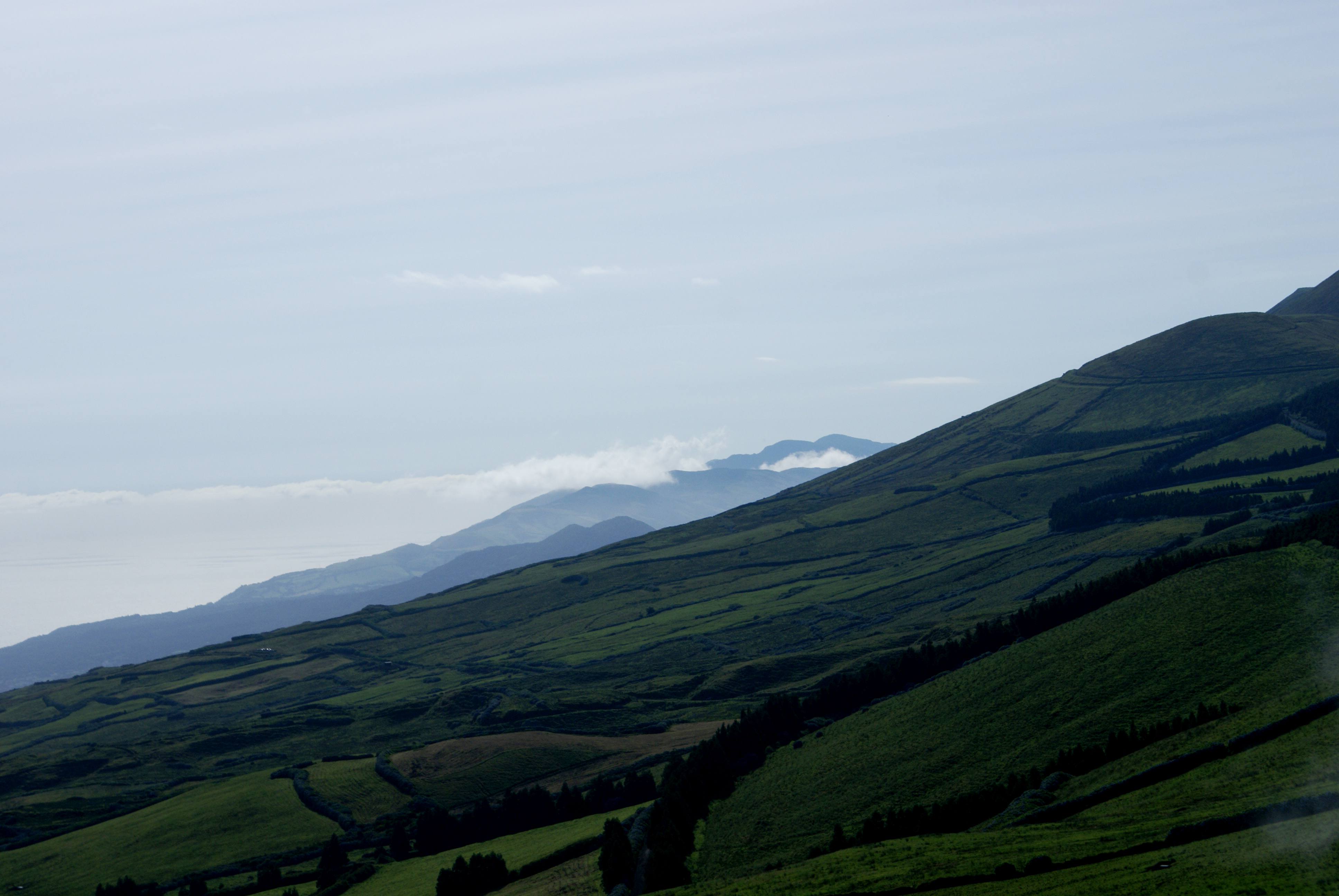
Pico das Brenhas ao cair da noite, a cordilheira central da ilha perde-se no horizonte.

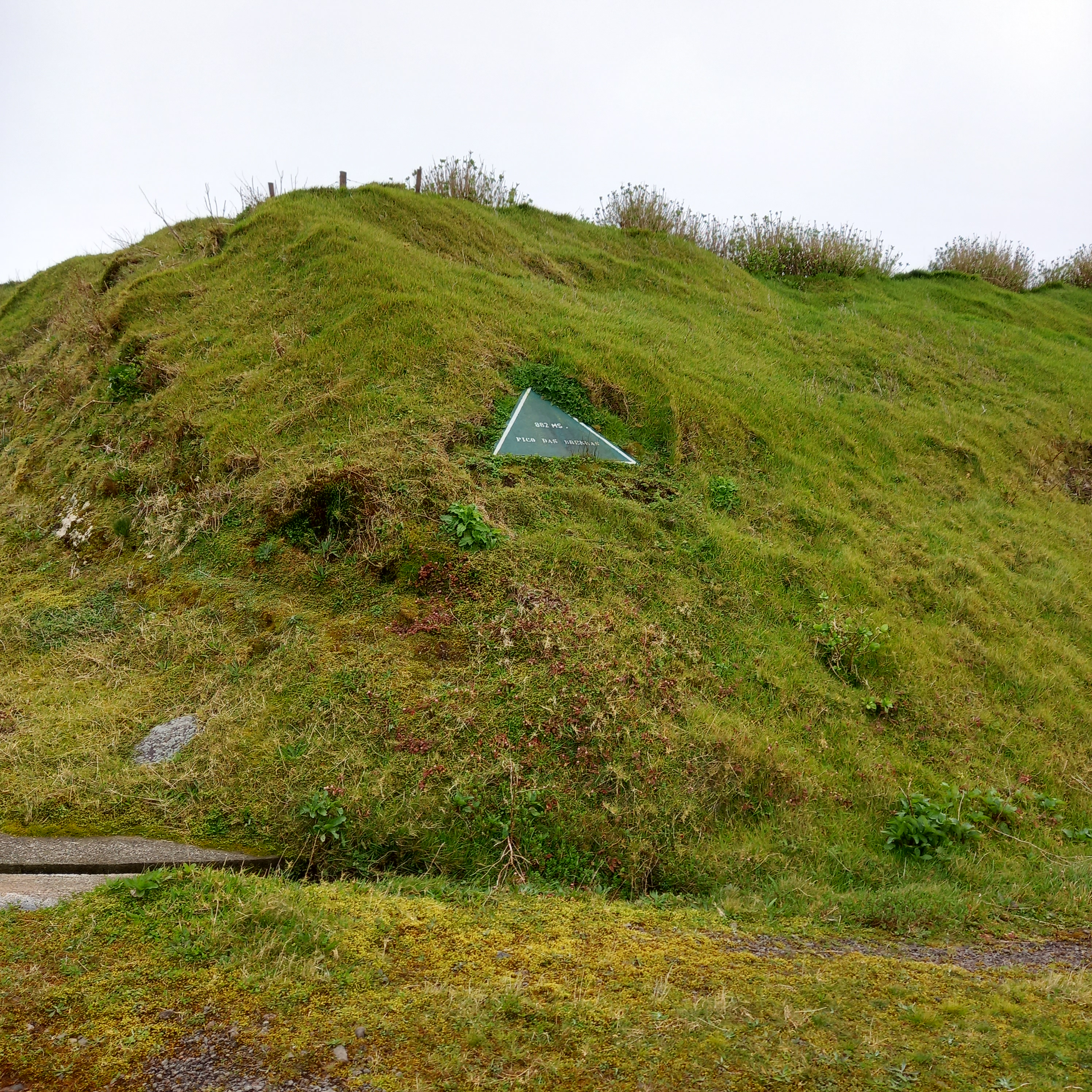
Pico das Brenhas

O Pico das Brenhas é uma elevação portuguesa de origem vulcânica localizada na freguesia açoriana de Santo Amaro, concelho de Velas, ilha de São Jorge, arquipélago dos Açores.
Este acidente geológico encontra-se geograficamente localizado na Latitude de 38°38′00″N e na Longitude de 28°02′00″W°, próximo de Santo Amaro encontra-se intimamente relacionado com maciço montanhoso central da ilha de são Jorge do qual faz parte.
Esta formação geológica localizada a 882 metros de altitude acima do nível do mar apresenta escorrimento pluvial para a costa marítima e deve na sua formação geológica a um escorrimento lávico e
piroclástico muito antigo.
Do cimo deste pico obtém-se uma magnifica panorâmica não só sobre a ilha de São Jorg, mas também sobre a ilha do Pico, ilha Graciosa, ilha Terceira e ilha do Faial, do outro lado do mar.
Nas encostas desta elevação e por uma área que vai desde o Pico da Esperança, o pico do Areeiro, o Pico Pinheiro, Pico Alto e Pico das Pedras encontra-se uma vegetação endémica típica da Macaronésia de grande valor botânico e científico digna de protecção e que já levou à criação de três Reservas Naturais neta área montanhosa.